# Artem Udachyn
Artem Serhiyovych Udachyn (en ukrainien : Артем Сергійович Удачин, né le 26 mars 1980 à Jdanov) est un haltérophile ukrainien, concourant dans la catégorie des plus de 105 kg.

## Carrière
En 1995, âgé d'à peine 15 ans, Artem Udachyn participe déjà aux Championnats d'Europe juniors, où il prend la 5e place.
Il est champion du monde juniors à trois reprises, de 1998 à 2000, dans la catégorie des plus de 105 kg. Il participe aux Jeux olympiques de Sydney, mais ne prend que la 11e place.
En 2006, il devient vice-champion du monde avec un total de 439 kg. Il est devancé par l'Iranien Hossein Rezazadeh qui réalise un total de 448 kg. Trois ans plus tard, il remporte une nouvelle fois l'argent au niveau mondial, en soulevant 445 kg, soit le même total que le Sud-coréen An Yong-Kwon, mais ce dernier l'emporte grâce à un poids de corps moindre.
En 2008, il termine au pied du podium lors des Jeux olympiques, à 6 kg du bronze décroché par le Letton Viktors Ščerbatihs.
En 2010, Artem Udachyn monte sur la troisième marche du podium aux Championnats du monde, derrière l'Iranien Behdad Salimi et l'Allemand Matthias Steiner.

## Palmarès
| Date | Compétition           | Lieu           | Résultat | Catégorie | Total  |
| ---- | --------------------- | -------------- | -------- | --------- | ------ |
| 2000 | Jeux olympiques       | Sydney         | 11e      | + 105 kg  | 415 kg |
| 2002 | Championnats du monde | Varsovie       | 3e       | + 105 kg  | 440 kg |
| 2003 | Championnats d'Europe | Loutraki       | 4e       | + 105 kg  | 440 kg |
| 2006 | Championnats du monde | Saint-Domingue | 2e       | + 105 kg  | 439 kg |
| 2008 | Jeux olympiques       | Pékin          | 4e       | + 105 kg  | 442 kg |
| 2009 | Championnats du monde | Goyang         | 2e       | + 105 kg  | 445 kg |
| 2010 | Championnats du monde | Antalya        | 3e       | + 105 kg  | 440 kg |
| 2013 | Championnats d'Europe | Tirana         | 2e       | + 105 kg  | 442 kg |